# Chiesa dell'Immacolata Concezione della Beata Maria Vergine (Comacchio)
La chiesa dell'Immacolata Concezione della Beata Maria Vergine è la parrocchiale patronale di Porto Garibaldi, frazione del comune italiano di Comacchio in provincia di Ferrara. Appartiene al vicariato di San Cassiano nell'arcidiocesi di Ferrara-Comacchio. Il luogo di culto risale al XIX secolo. 

## Storia

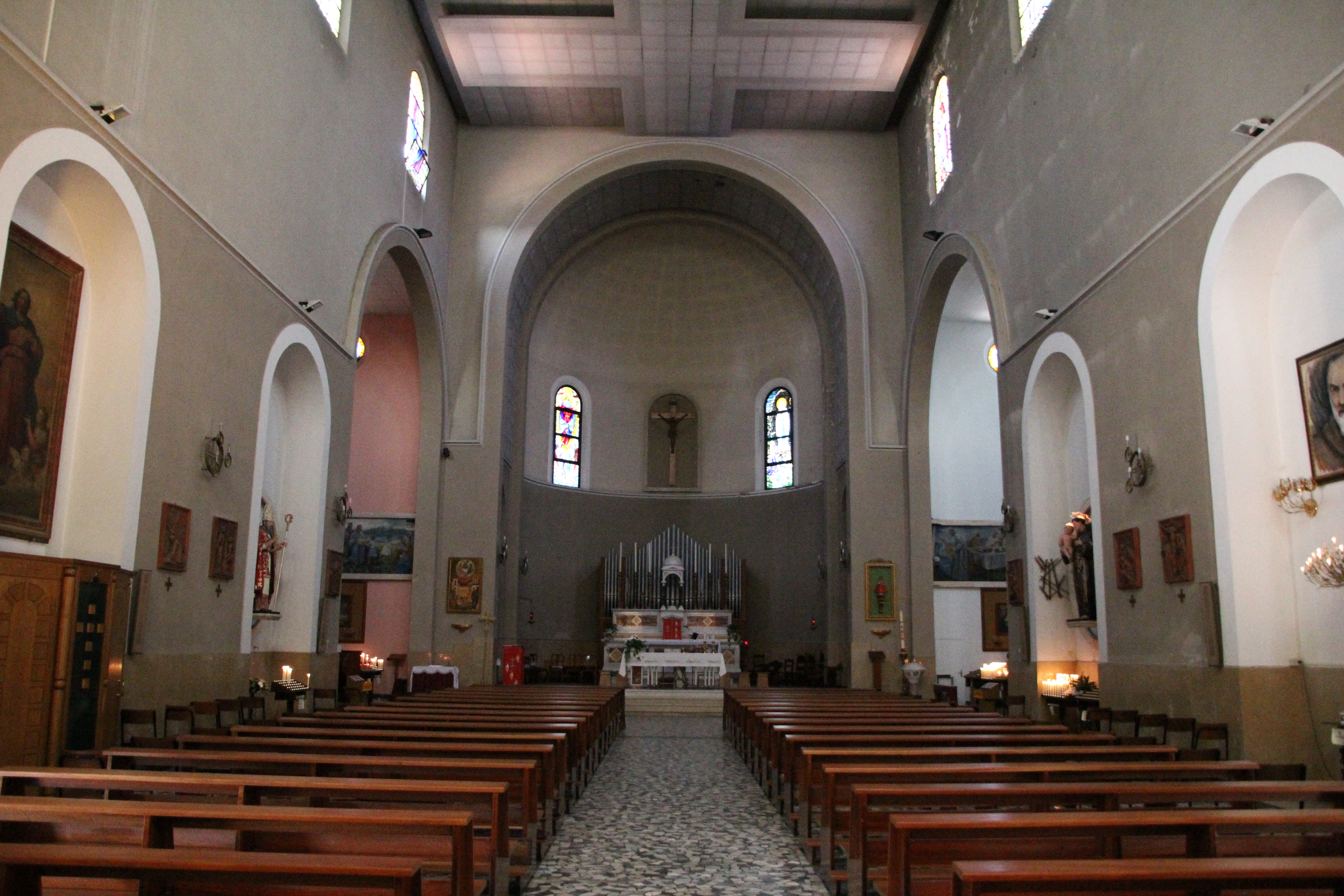
Interno della chiesa dell'Immacolata Concezione della Beata Maria Vergine

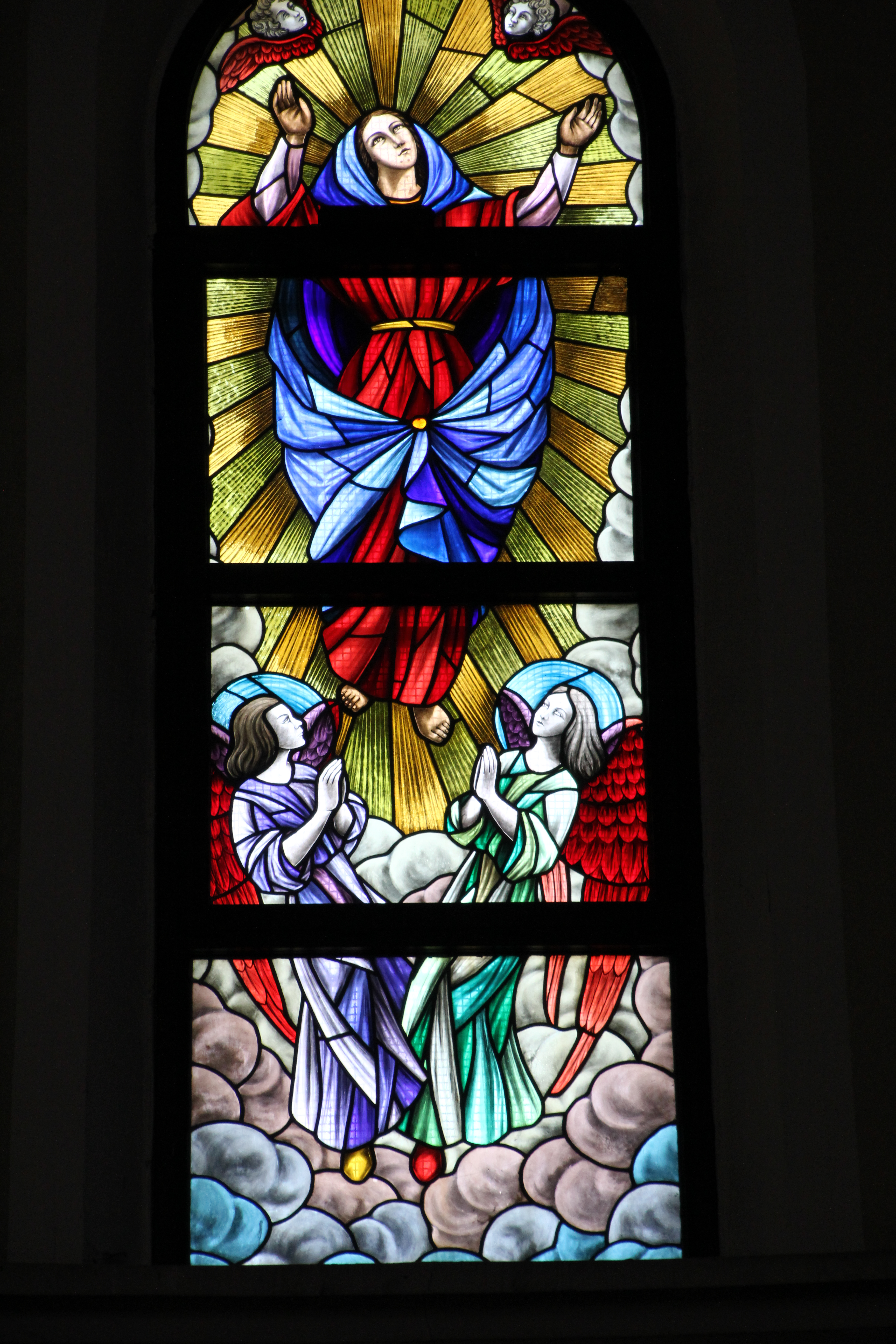
Una delle grandi vetrate policrome della chiesa

Il principale luogo di culto di Porto Garibaldi (anticamente denominato Magnavacca) venne elevata a dignità di chiesa parrocchiale dal vescovo di Comacchio Tullio Sericci il 22 maggio 1884. Prima del 1884 il territorio interessato era suddiviso tra le due parrocchie di San Giuseppe in Bosco Eliceo e di San Cassiano Martire a Comacchio e a partire dal 1961 la sua area di competenza venne limitata dall'istituzione della nuova parrocchia del Lido degli Estensi dedicata a San Paolo. La prima chiesa sul territorio risaliva almeno al XII secolo e si trovava su un isolotto tra in tanti che allora caratterizzavano l'ambiente lagunare ed aveva dedicazione a San Nicolò e un altro luogo di culto allora chiamato oratorio di Magnavacca aveva dedicazione all' Immacolata Concezione e fu questo secondo a divenire in seguito sede della parrocchia. Poiché la struttura non era sufficiente alle esigenze dei fedeli venne ricostruita ed ampliata a partire dal 1887 secondo lo stile neoclassico, con tipica facciata a capanna e con accanto la canonica. Durante la seconda guerra mondiale, nel 1944, venne bombardata e quasi completamente rasa al suolo. Con la fine del conflitto la chiesa venne ricostruita su progetto dello studio Cavallini-Capezzuoli mantenendo indentica dedicazione all'Immacolata Concezione della Beata Maria Vergine. Venne benedetta a conclusione dei lavori, nel 1948, dal vescovo Paolo Babini e poi consacrata con cerimonia solenne presieduta dal vescovo Filippo Franceschi il 7 dicembre 1978. Nello stesso anno era stata ultimata la sistemazione degli interni col nuovo altare e la creazione delle due cappelle laterali. Dal 2017 il luogo di culto è stato dichiarato inagibile per problemi legati alla sua statica causati da infiltrazioni dalle coperture e, a lavolri ultimati, è stata riaperta al culto nel 2023.

## Descrizione

### Esterni
La chiesa si trova a Porto Garibaldi, frazione di Comacchio in provincia di Ferrara e uno dei sette lidi di Comacchio, a breve distanza dal porto canale. Il luogo di culto mostra orientamento verso nord e la facciata a capanna neoclassica ha un aspetto monumentale. Nell'abitato si trova inserita tra edifici ad uso civile ed è vicina al teatro nel quale si possono svolgere, quando necessario, le funzioni religiose. Il portale di accesso posto nella parte inferiore è incorniciato da un motivo in muratura mentre nella parte superiore si trovano cinque grandi specchiature parzialmente finestatre per portare luce alla sala. Nella parte alta della facciata si trova un piccolo oculo. la copertura è in coppi di laterizio.

### Interni
La sala è a navata unica con due cappelle laterali. Le finestre hanno grandi vetrate policrome.